# Thomas Lee (colon de Virginie)
Pour les articles homonymes, voir Thomas Lee.
Thomas Lee (1690 - 14 novembre 1750) était une figure politique de premier plan de la colonie de Virginie.

## Biographie
Thomas Lee était un membre de la famille Lee, une dynastie politique qui comprenait de nombreuses personnalités de l'époque pré-indépendantiste jusqu'à la fin du XXe siècle. Lee s'est impliqué dans la politique en 1710 en devenant le responsable de la Northern Neck Proprietary de Lady Catherine Fairfax. Après le décès de son père, il hérite des terres dans le Northumberland et le comté de Charles. Lee plus tard acquis de vastes possessions dans ce qui est maintenant connu comme les comtés d'Arlington, Fairfax, Fauquier, Prince William et Loudoun.
Il est le père d'Arthur Lee (1740-1792), Francis Lightfoot Lee (1734-1797), Richard Henry Lee (1732-1794) et William Lee (1739-1795).

## Sources
- (en) Cet article est partiellement ou en totalité issu de l’article de Wikipédia en anglais intitulé « Thomas Lee (Virginia colonist) » (voir la liste des auteurs).